# B.Badaga, Madikeri
B.Badaga là một làng thuộc tehsil Madikeri, huyện Kodagu, bang Karnataka, Ấn Độ.